# Domenica di sangue di Marburgo

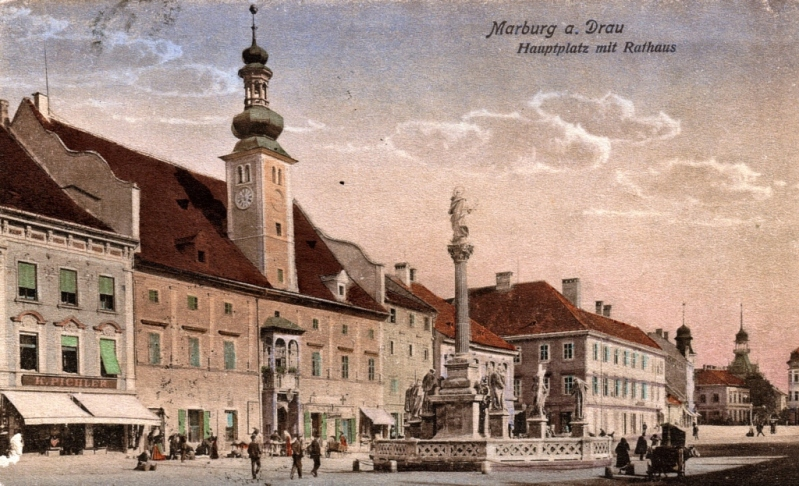
La piazza principale di Marburgo, ove ebbe luogo il massacro, in una cartolina del 1900

Con l'espressione domenica di sangue di Marburgo (in tedesco Marburger Blutsonntag, in sloveno Mariborska krvava nedelja) si definisce la sanguinosa repressione di una manifestazione dei cittadini di lingua tedesca di Maribor, compiuta da truppe slovene il 27 gennaio 1919. Il numero esatto delle vittime non è mai stato stabilito, ma si stima ci siano stati fra 9 e 13 morti, oltre a circa 60 feriti.

## Inquadramento storico

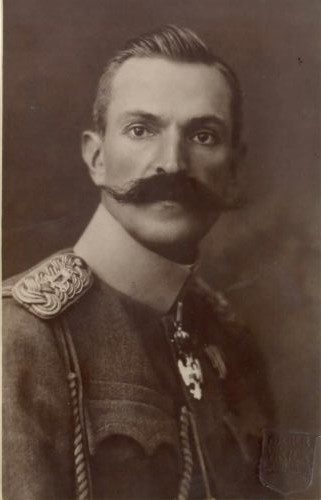
Rudolf Maister

Al dissolvimento dell'Impero Austro-ungarico negli ultimi giorni della prima guerra mondiale, fece da contrappunto una serie di operazioni militari condotte in svariate parti dell'impero da parte di truppe già fedeli agli Asburgo, che però facevano oramai riferimento ai futuri nuovi stati nazionali. La cosa rivestiva una particolare importanza nelle zone di confine fra diverse etnie, laddove negli ultimi decenni s'erano sviluppate delle vere e proprie lotte nazionali.
Marburgo/Maribor era la seconda città più grande della Stiria: a grande maggioranza tedesca, era però inserita in una zona geografica prevalentemente abitata da sloveni, e di conseguenza reclamata da questi ultimi.
Il 1º novembre 1918 i battaglioni della riserva slovena della regione (k.k. Landsturm) occuparono la città al comando di Rudolf Maister, capitano (Hauptmann) del k.k. Landsturm-Bezirkskommandos Nr. 26 dell'Imperiale e Regio esercito austro-ungarico. Questi fece occupare anche una serie di località della Stiria meridionale quali Radkersburg, Spielfeld, Mureck, Apače ed altre ancora, parte delle quali in seguito vennero assegnate alla neonata Repubblica Austrogermanica: lo scopo di Maister era quello di isolare Marburgo dal resto della Stiria abitata da popolazioni tedesche. In rapida successione, Maister si autoproclamò a Lubiana comandante militare della città di Marburgo, deponendo l'allora borgomastro Johann Schmiderer e il consiglio municipale, tutti di lingua tedesca. Nei giorni seguenti, i funzionari municipali di lingua tedesca vennero licenziati e sostituiti con impiegati sloveni, mentre per impedire una resistenza armata vennero presi degli ostaggi fra i personaggi prominenti della comunità tedesca.

## La manifestazione del 27 gennaio
Dopo mesi di rapporti estremamente tesi, durante i quali in alcune località della Stiria occupata militarmente dalle truppe di Maister - nominato nel frattempo generale dal Consiglio Nazionale degli Sloveni della bassa Stiria - erano anche sorti dei gruppi di resistenza costituiti da volontari, venne annunciata per il 27 gennaio 1919 la visita di una delegazione statunitense: scopo della visita era la verifica della situazione etnica di Marburgo.
Una parte della popolazione cittadina e dei paesi circostanti si era riunita nella piazza del municipio, sventolando le bandiere delle varie corporazioni tedesche, preparandosi a dimostrare per l'inserimento della città nella nuova Austria. I soldati sloveni - che facevano la guardia tutt'attorno - ad un certo momento aprirono il fuoco: secondo le ricostruzioni di parte austriaca, gli spari vennero esplosi all'improvviso e senza motivo, mentre gli sloveni affermarono successivamente che alcuni civili di lingua tedesca avevano cercato di dare l'assalto al municipio, esplodendo alcuni colpi di pistola.
Il numero delle vittime è tuttora ignoto, ma secondo una ricostruzione più recente dei fatti si contarono 13 morti e circa 60 feriti fra i manifestanti di lingua tedesca, nessun morto o ferito fra gli sloveni.
Successivamente alla sparatoria, la piazza venne sgombrata e all'arrivo della delegazione americana gli austriaci di Marburgo non poterono far giungere al colonnello Miles i propri appelli.
Subito dopo il massacro, il generale Maister ordinò la soppressione del quotidiano cittadino in lingua tedesca Marburger Zeitung.

## Unione di Marburgo alla Slovenia
A differenza della Carinzia, le cui sorti vennero decise da un plebiscito, e a differenza di altre località della Stiria meridionale ove si mantennero dei contingenti armati di cittadini di lingua tedesca fino al trattato di Saint Germain, Marburgo si rimise semplicemente alle decisioni della conferenza di pace, facendo unicamente pervenire un appello firmato dagli ex borgomastri e dai rappresentanti decaduti dei vecchi consigli municipali. La città venne annessa al Regno dei Serbi, Croati e Sloveni e sottoposta ad un capillare processo di slovenizzazione, che - unitamente all'emigrazione di gran parte della popolazione originaria e alla sua sostituzione con popolazione slovena - fece ridurre la percentuale di germanofoni da circa l'80% del 1910 al 25% del 1931. La residua comunità tedesca di Marburgo - ribattezzata Maribor - venne espulsa alla fine della seconda guerra mondiale dalle nuove autorità jugoslave, dopo che i tedeschi avevano annesso la città al terzo Reich nel 1941, sottoponendola ad un durissimo regime e ad un tentativo di nuova germanizzazione.